# Château de la Grande Filolie

Le château de la Grande Filolie est un château français implanté au sud-ouest de la commune de Saint-Amand-de-Coly dans le département de la Dordogne, en région Nouvelle-Aquitaine.

## Historique
Le château tire son nom d'un ancien moulin à huile qui était installé sur le ruisseau. Il existait onze sites appelés « La Filolie » en Dordogne en 1873.
Bâti du XVe au XVIIe siècle, il est inscrit aux monuments historiques depuis 1947.
Le château a appartenu à une famille « de robe » de la ville de Montignac, les Beaulieu. On connaît Antoine de Beaulieu qui rend hommage en 1479 pour la maison noble qui se trouvait au bout du pont de Montignac qui appartenait à sa femme, Brandelys du Chesne.
Son fils ou petit-fils, Antoine de Beaulieu, est dit seigneur de la Filolie en 1536. C'est probablement le constructeur du château. Un seigneur de la Filolie est porté pour une cotisation de 5 livres arrêtée le 2 janvier 1549 sur le rôle du diocèse de Sarlat pour la noblesse.
En 1583, c'est Jean de Beaulieu, écuyer, « seigneur de la Filolie », qui prête hommage pour la maison de Montignac pour sa « maison noble du Chaisne ». Au premier quart du XVIIe siècle, Jean de Beaulieu, seigneur de la Filolie, se marie avec Hipolite Angèle de Salignac Fénelon, sœur de Fénelon.
Le château est ensuite la propriété de la famille Gaubert. Nicolas de Gaubert épouse  Jeanne Chapt de Rastignac au début du XVIIIe siècle. Celle-ci, devenue veuve en 1708, a été une bienfaitrice de l'hospice de Sarlat. Elle est encore propriétaire du château en 1746. Elle meurt en 1768. 
En 1769, Dominique, marquis des Cars, est dit « seigneur de Gaubert de la Filolie, Fialès et autres places ».
Le château appartient à Dominique de Beauroyre, marquis de Villar, à la veille de la Révolution. Il meurt en 1792. L'inventaire après décès montre que l'essentiel du château sert pour l'agriculture. Il y a peu de pièces habitées. Les héritiers ne récupèrent le château qu'après la Révolution. Frédéric de Beauroyre, propriétaire du château en 1853, le vend en 1891 à Octave Rousselet. Ce dernier publie un article sur le château en 1892 mais le vend en 1905 à M. Babaud de Prasnaud de la Croze qui, lui-même, ne le garde que deux ans. Il est probablement le restaurateur du château.
En 1907, Eugène Révillon naît au château. À sa mort en 1928, le château est vendu. Il a ensuite plusieurs propriétaires, parmi lesquels François Coty qui le fait restaurer.

## Architecture
Ses toitures recouvertes de lauzes et ses tours à mâchicoulis en font un remarquable ensemble architectural.
Le château a été construit du XVe au XVIIe siècle. La partie la plus ancienne est le petit corps de bâtiment nord-est qui a un plan en L.
Le vaste corps de bâtiment ouest bâti sur une vaste cave voûtée servant de cuvier a dû être construit au début du XVIIe siècle. Cette aile est flanquée de deux tours carrées. Le mur ouest est couronné de mâchicoulis avec des trous de tirs montrant l'insécurité dans la région. Côté cour, cette aile possède des lucarnes couronnées de frontons avec une coquille.
En retour de cette aile, au sud-est, on trouve l'entrée avec un passage surmonté d'une bretèche. Elle se continue par la chapelle dédiée à Sainte-Marie de la Conception qui a dû être construite au XVIIe siècle. La chapelle est prolongée par un bâtiment servant de logement au concierge qui se termine par une tour couronnée de mâchicoulis et coiffée d'une haute poivrière.
L'aile est a été détruite après 1892. Le plan de 1892 montre que cette aile comprenait les communs, avec séchoir, atelier et boulangerie. Elle fermait la cour du château.

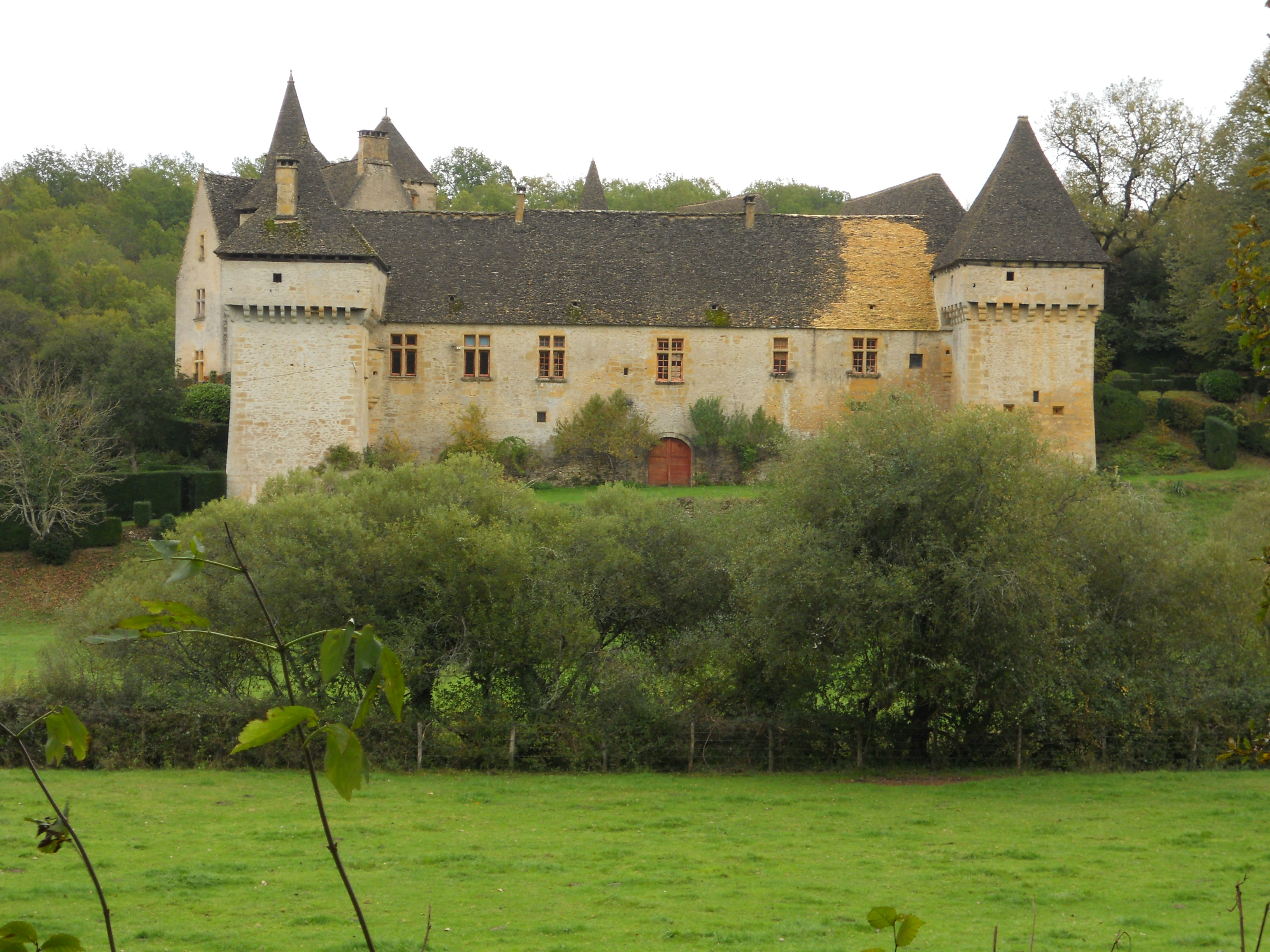
Le château de la Filolie vu du chemin du domaine forestier.